# Авокадо
Авока́до, или Персе́я америка́нская (лат. Persēa americāna), — вечнозелёное плодовое растение; вид рода Персея (Persea) семейства Лавровые (Lauraceae), типовой вид этого рода. Его родиной считается нагорье, лежащее по обе стороны мексиканско-гватемальской границы.
Важная плодовая культура. Плоды растения также называются «авокадо»: их мякоть питательна, богата витаминами и важными минеральными веществами. Помимо плодов используют древесину: она идёт на изготовление мебели, применяется как строительный материал.
Ранее в русском языке для обозначения этого растения использовались названия «аллигаторова груша» и «агакат».

## Описание
Авокадо — быстрорастущее дерево, достигающее в высоту 20 м. Ствол обычно прямой, сильно ветвится. Листья эллиптические, в длину достигают 35 см, опадают круглый год.
Цветки невзрачные, мелкие, зеленоватые, обоеполые, находятся в пазухах листьев.
Плод — односеменной фрукт грушевидной, эллипсоидальной или шаровидной формы. Длина зрелого плода — от 5 до 20 см, вес — от 50 г до 1,8 кг. Кожица плода жёсткая, у незрелых плодов — тёмно-зелёная, через некоторое время после созревания чернеет. Мякоть зрелого плода имеет зелёный или жёлто-зелёный цвет, маслянистая, содержит много жира.
В центре плода находится настолько крупное семя, что его не может проглотить ни одно дикое животное, ныне живущее в Центральной Америке. По-видимому, семя такого размера сформировалось в расчёте на распространение крупными травоядными животными, ныне уже не существующими (эволюционный анахронизм).

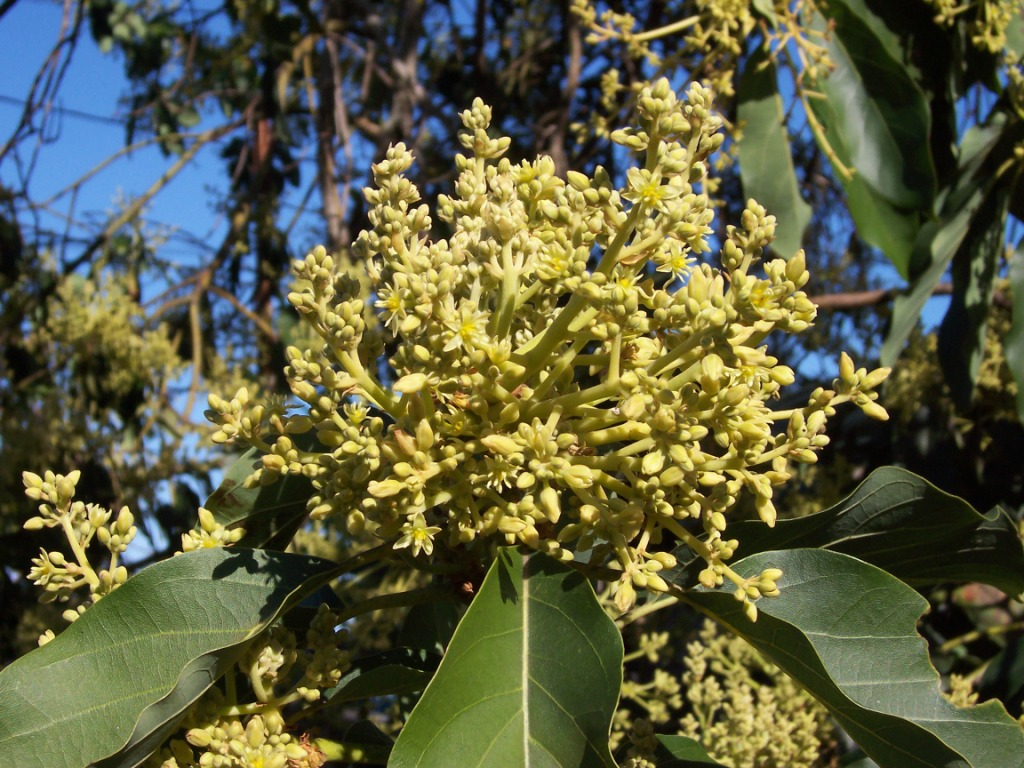
Цветки крупным планом
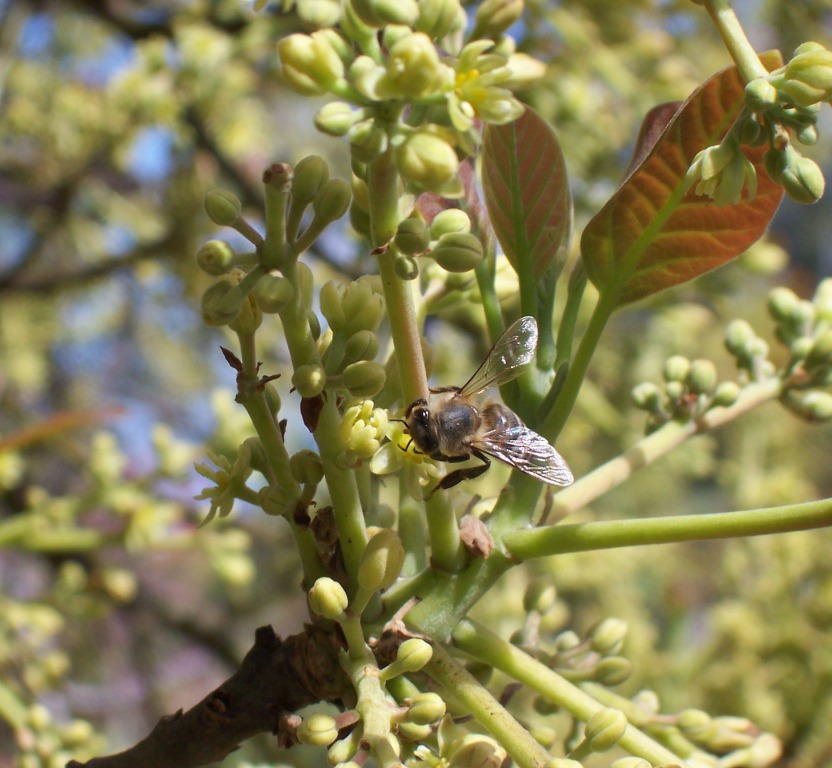
Пчелы — одни из опылителей авокадо
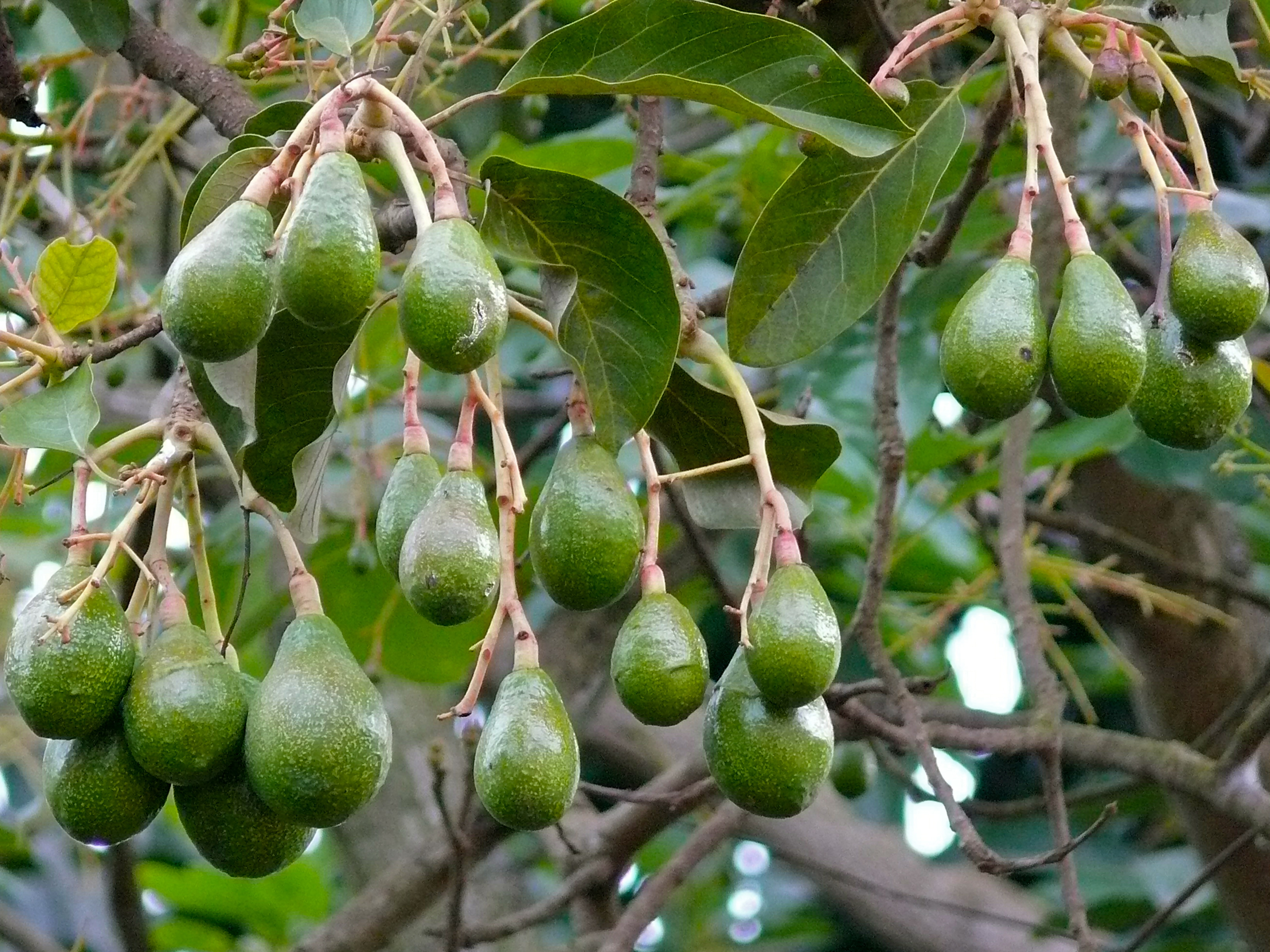
Молодые плоды
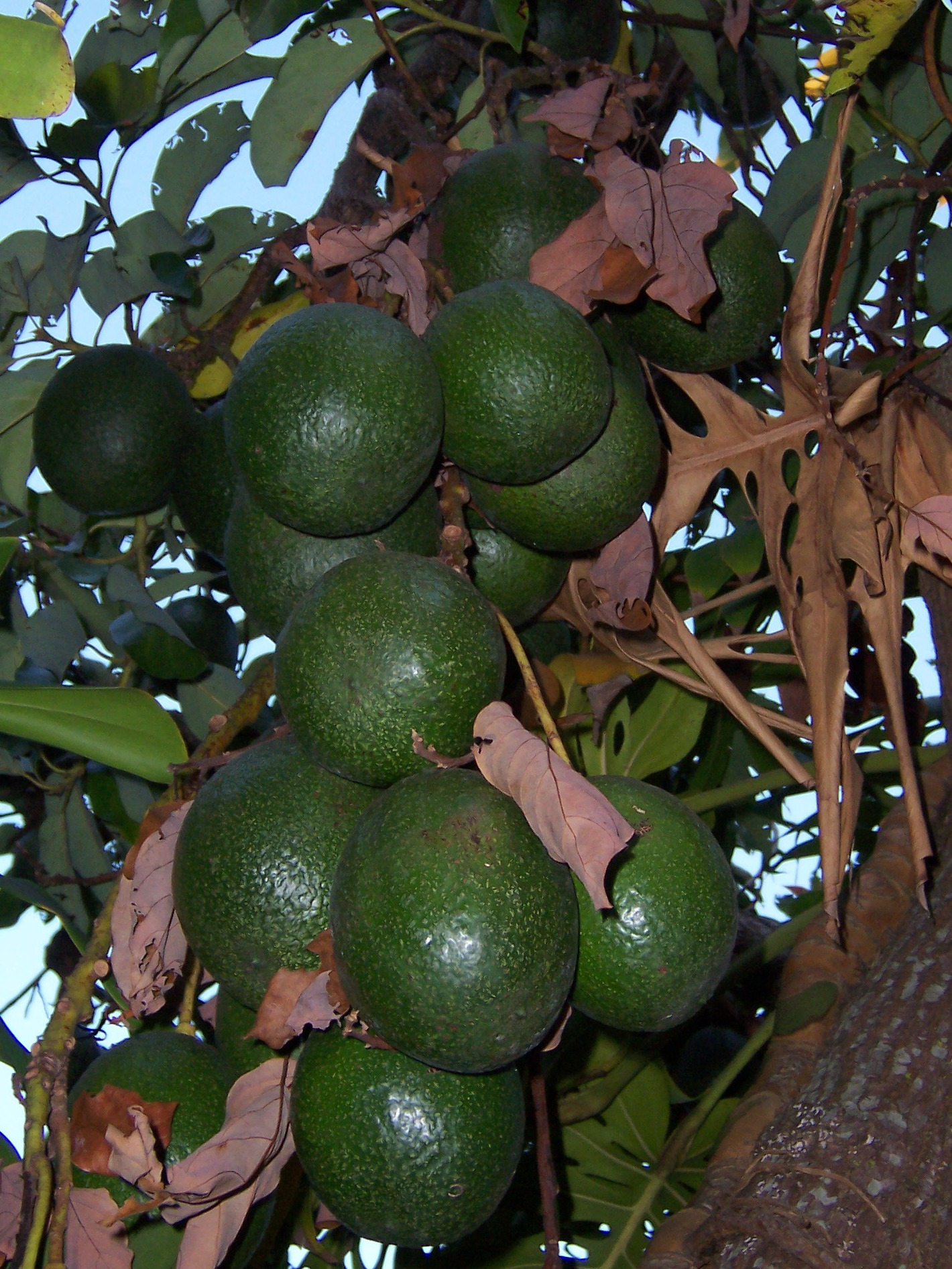
Плоды созрели
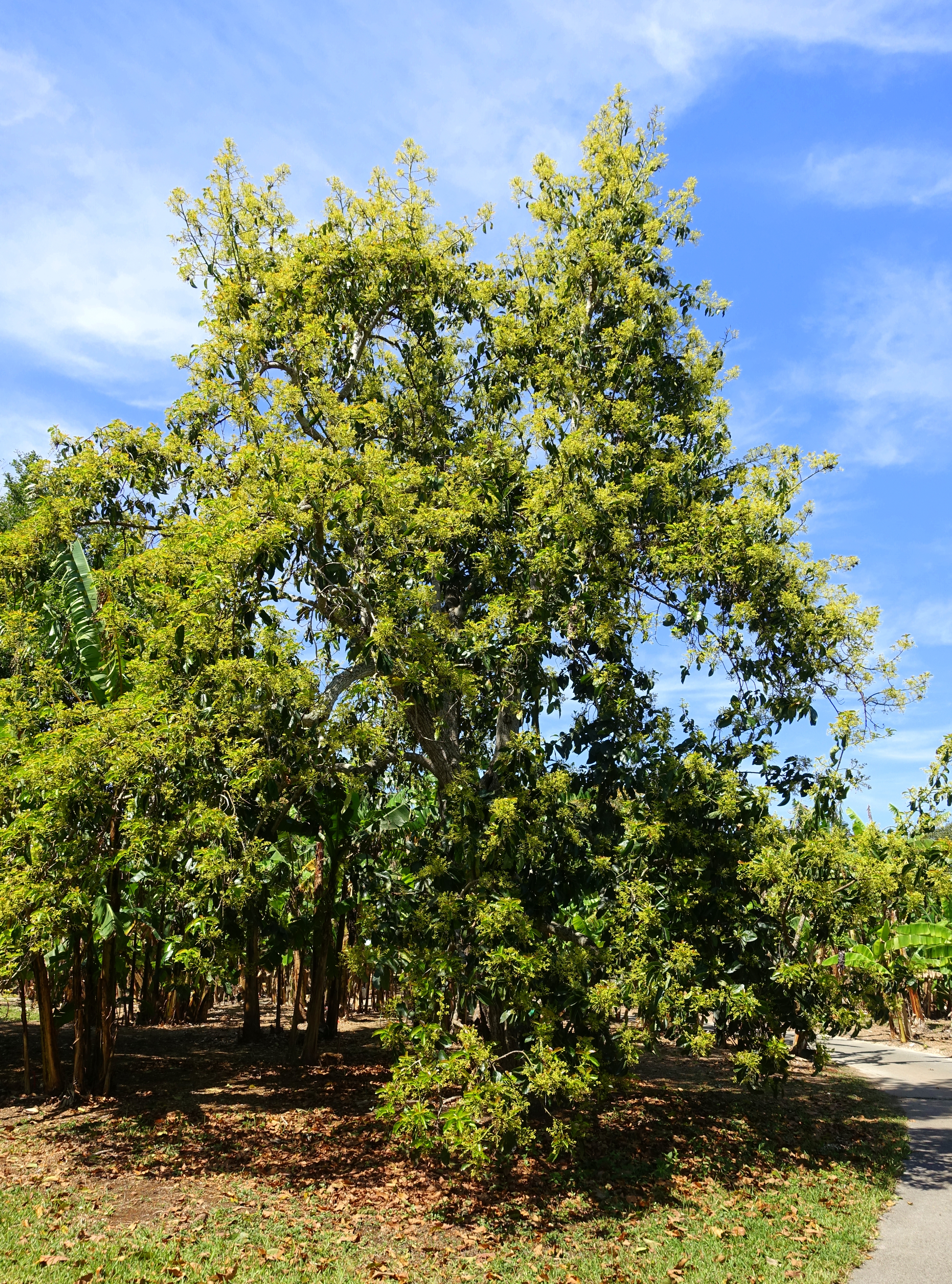
Цветущее растение, Флорида
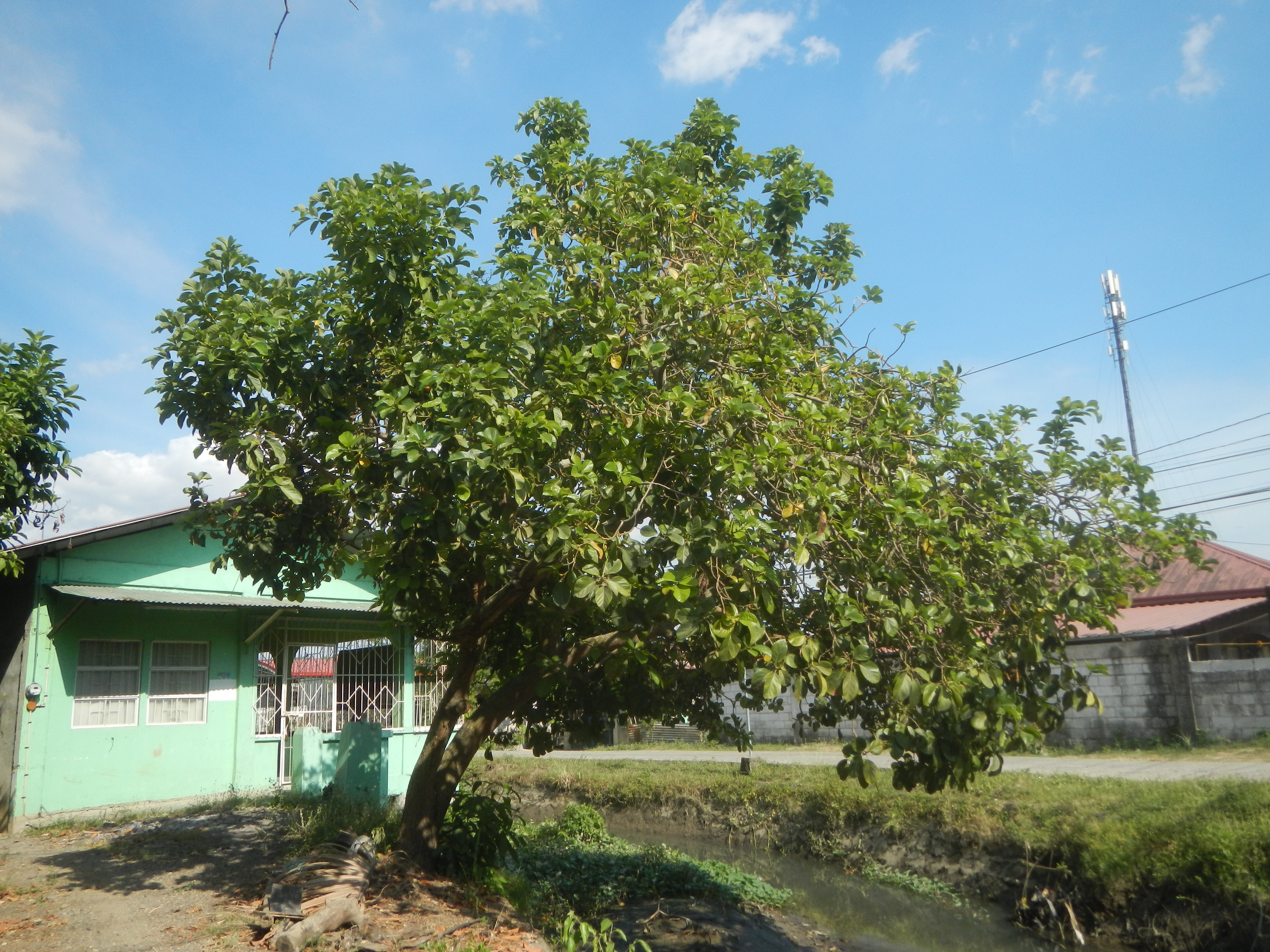
Филиппины

## Культивирование

### История культивирования
Согласно археологическим данным, авокадо культивировали уже в третьем тысячелетии до нашей эры. Ацтеки называли его ауакатль (аст. Āhuacatl, «лесное масло»).
В 1553 году авокадо (в форме «агуакате») впервые упоминалось в литературе — в книге «Хроника Перу» Педро Сьесы де Леона.

### Применение у ацтеков
В своём фундаментальном произведении «Общая история дел Новой Испании» (1576 г.) Бернардино де Саагун, опираясь на сведения ацтеков о лечебных свойствах растений, привёл различные сведения об авокадо, в частности, о том, что перемолотая косточка в составе различных смесей (например, с сажей) полезна от перхоти, чесотки, а плод авокадо не следует давать кормящим женщинам («те, кто даёт молоко, не должны есть плоды авокадо, поскольку они причиняют понос у тех, кто вскармливает младенцев»).

### Промышленное культивирование
Лидером в производстве и экспорте авокадо является Мексика. Авокадо выращивают во многих тропических и субтропических районах (США, Бразилия, Африка, Израиль). Урожай: 150—200 кг плодов с дерева. Существует свыше 400 сортов авокадо. В Европе авокадо можно купить в течение всего года.
| Мексика                  | 162 | 279  | 566  | 790  | 1021 | 1107 | 1889,4 | 2029,9 | 2393,8 | 2530 |
| Колумбия                 | 12  | 13   | 32   | 100  | 132  | 205  | 294,4  | 308,2  | 876,8  | 1091 |
| Перу                     | 30  | 86   | 71   | 53   | 84   | 184  | 455,4  | 466,8  | 660,0  | 866  |
| Доминиканская Республика | 116 | 130  | 129  | 120  | 114  | 288  | 601,4  | 637,7  | 676,4  | 737  |
| Кения                    | 16  | 17   | 22   | 27   | 52   | 202  | 176,0  | 217,7  | 322,6  | 458  |
| Индонезия                | 35  | 56   | 63   | 163  | 146  | 224  | 304,9  | 363,2  | 609,0  | 389  |
| Бразилия                 | 111 | 146  | 126  | 94   | 86   | 153  | 196,5  | 212,9  | 266,8  | 338  |
| Вьетнам                  | н/д | н/д  | н/д  | н/д  | н/д  | н/д  | н/д    | 0      | 158,9  | 211  |
| Израиль                  | 1   | 17   | 77   | 57   | 81   | 69   | 101,5  | 110,0  | 147,0  | 190  |
| Гаити                    | 43  | 54   | 62   | 35   | 45   | 49   | 91,3   | 185,9  | 191,7  | 174  |
| Чили                     | 11  | 15   | 30   | 50   | 98   | 166  | 139,0  | 132,0  | 160,5  | 168  |
| Эфиопия                  | н/д | н/д  | н/д  | н/д  | н/д  | н/д  | н/д    | 81,4   | 245,3  | 168  |
| США                      | 56  | 80   | 171  | 172  | 217  | 158  | 125,2  | 170,3  | 187,4  | 142  |
| Гватемала                | 15  | 21   | 25   | 24   | 26   | 94   | 122,2  | 127,5  | 137,0  | 139  |
| Китай                    | н/д | н/д  | н/д  | 35   | 70   | 102  | 124,9  | 126,1  | 117,4  | 136  |
| Венесуэла                | 54  | 48   | 42   | 41   | 52   | 73   | 130,3  | 133,5  | 132,4  | 129  |
| Испания                  | 0,4 | 2    | 28   | 28   | 64   | 97   | 91,5   | 92,9   | 99,1   | 106  |
| ЮАР                      | 4   | 15   | 25   | 45   | 69   | 83   | 89,5   | 63,0   | 98,0   | 104  |
| Марокко                  | н/д | н/д  | н/д  | н/д  | н/д  | н/д  | н/д    | 41,6   | 69,9   | 99   |
| Малави                   | н/д | н/д  | н/д  | н/д  | н/д  | н/д  | н/д    | 97,3   | 93,6   | 94   |
| Австралия                | 0,6 | 0,7  | 7    | 16   | 24   | 37   | 67,6   | 56,5   | 77,3   | 86   |
| Камерун                  | 14  | 20   | 29   | 45   | 50   | 56   | 73,5   | 74,4   | 75,0   | 74   |
| ДР Конго                 | 16  | 22   | 41   | 61   | 62   | 67   | 65,7   | 65,8   | 62,6   | 62   |
| Весь мир                 | 857 | 1243 | 1753 | 2203 | 2706 | 3897 |        | 6005,3 |        |      |

## Состав

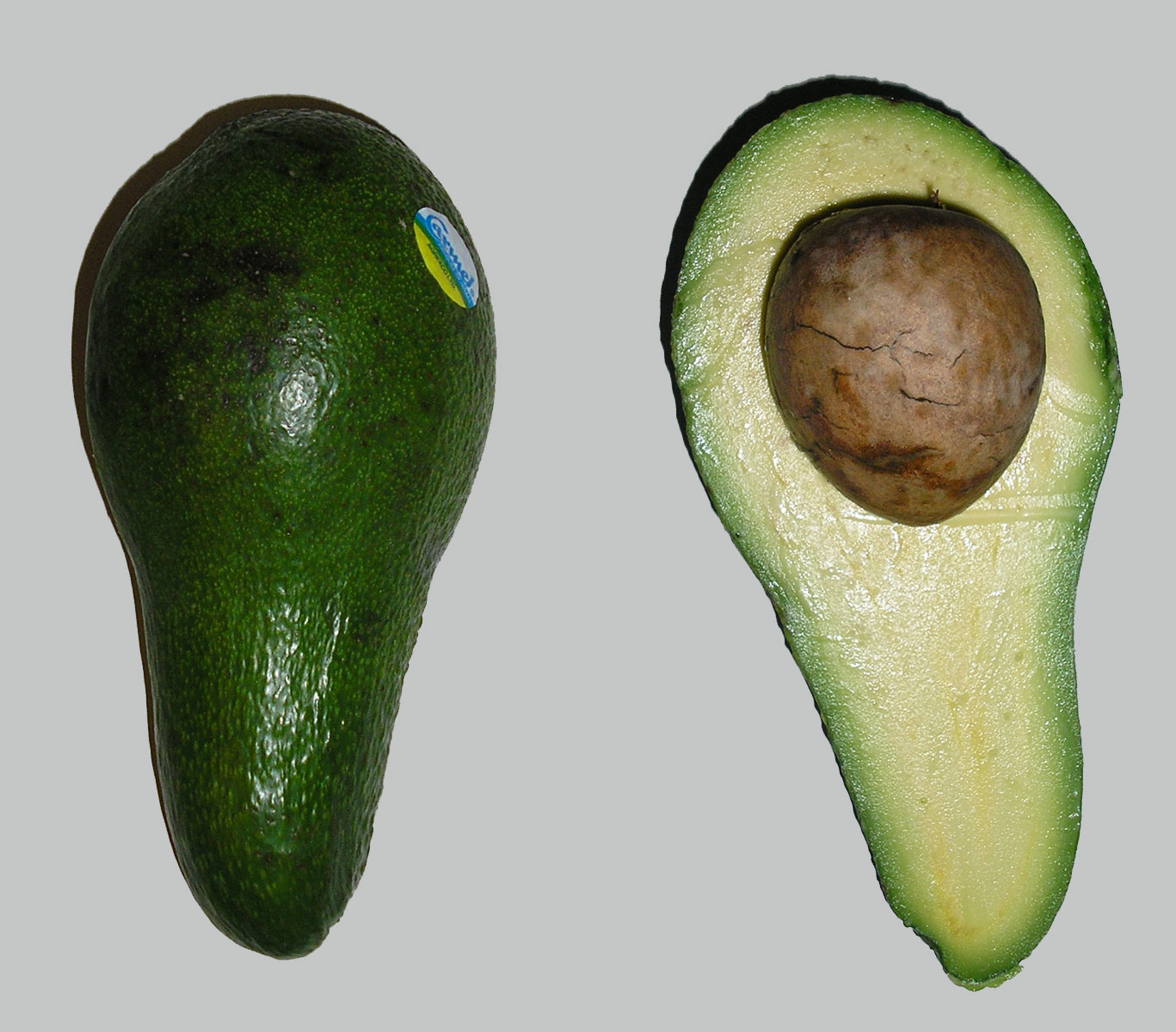
Плод авокадо (сорт ‘Fuerte’) целиком и в разрезе

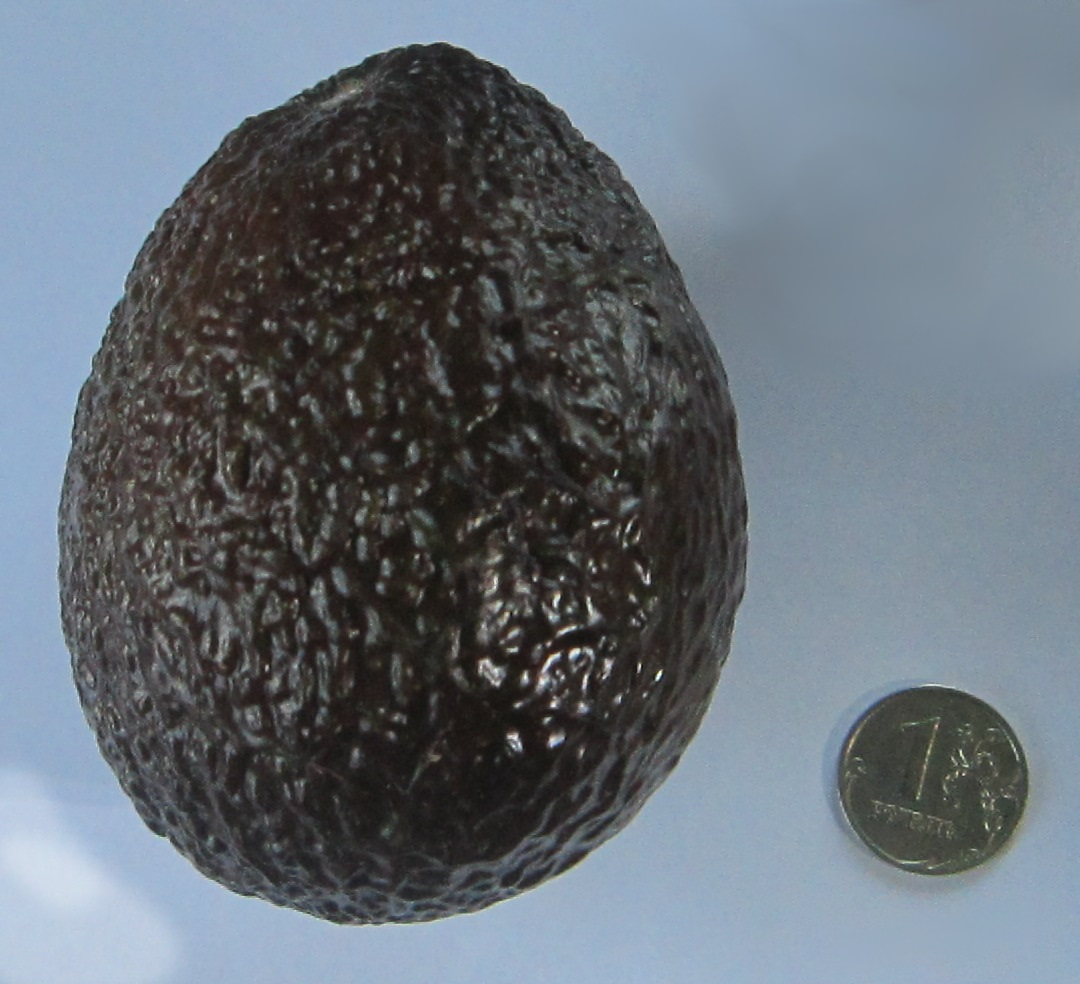
Спелый плод авокадо

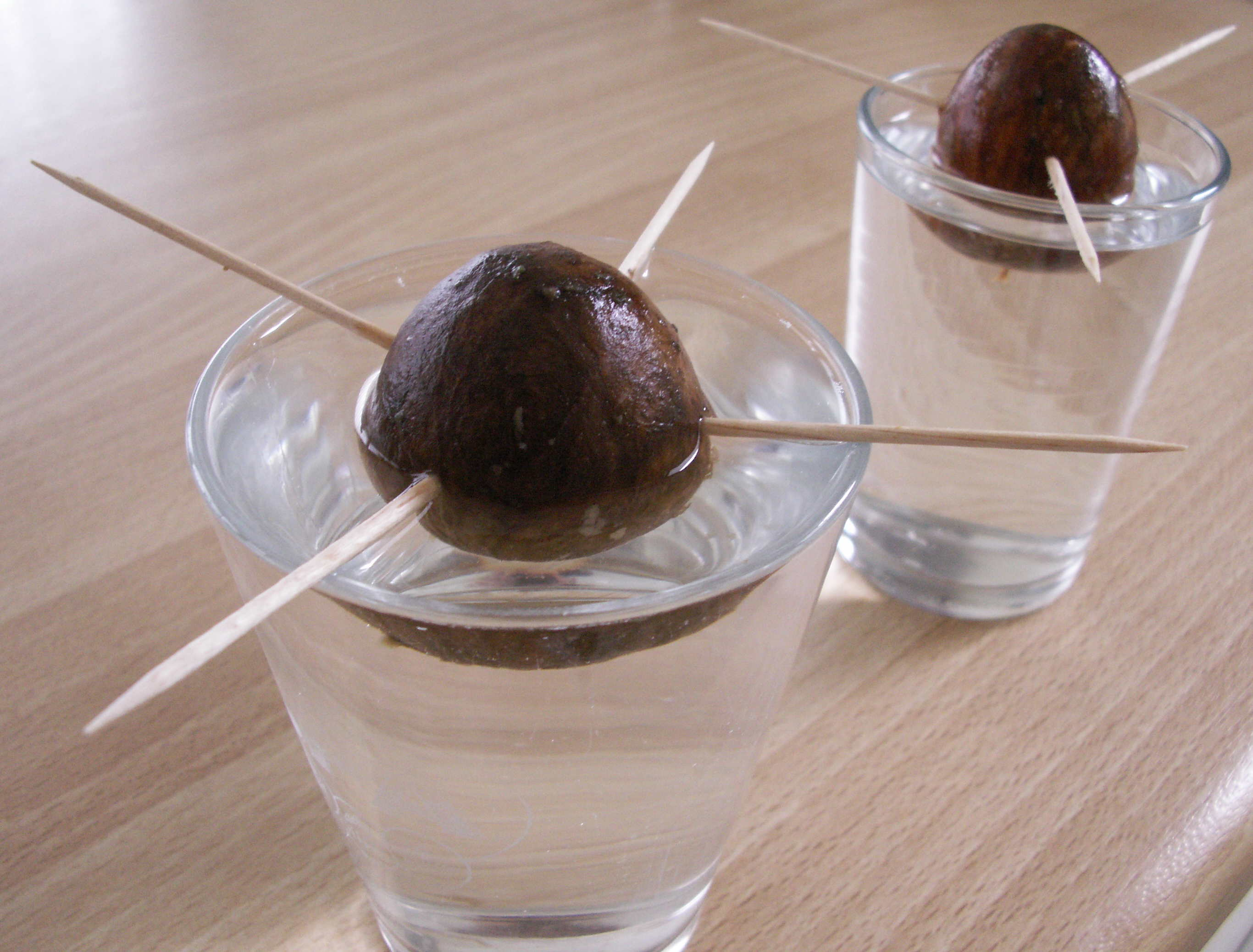
Проращивание семян авокадо «открытым» способом

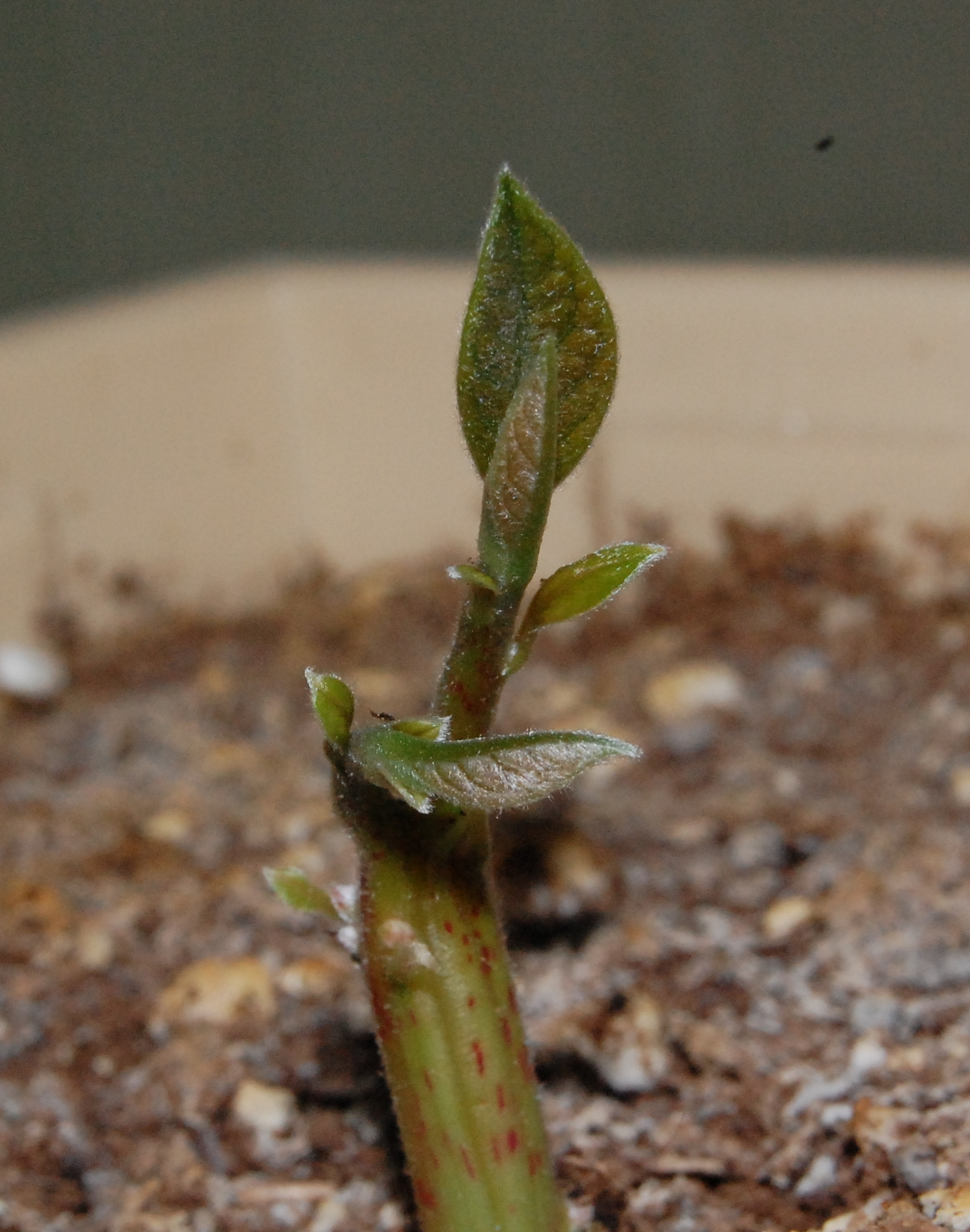
Двухнедельный сеянец авокадо

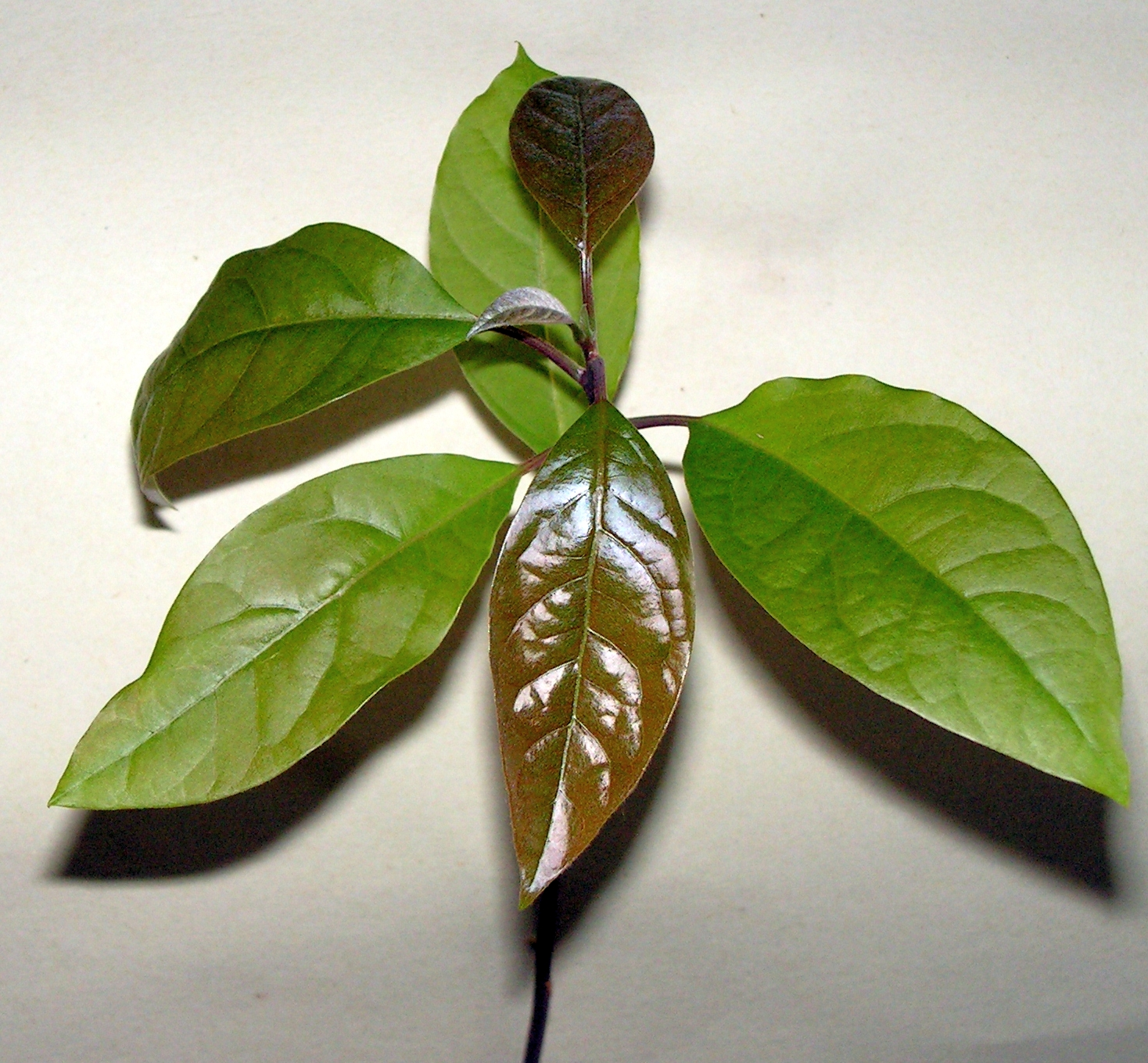
Молодой сеянец авокадо

Мякоть плодов авокадо содержит жирное масло (до 40 % в зависимости от сезона, места расположения, климата и т. д.), кампестерол, большое количество бета-ситостерола (в среднем 76,4 мг/100 г), жирные кислоты (приблизительно 60 % мононенасыщенных, 20 % насыщенных и 20 % ненасыщенных), высокое количество глутатиона (27,7 мг/100 г), приблизительно 2 % белка; 6-9 % углеводов и сахара (глюкоза, фруктоза, манногептулоза, талогептулоза и аллогептулоза), карнитин, уникальные антиоксиданты персенон A и B, магний, калий, витамин K, витамин E, фолиевая кислота, рибофлавин, ниацин, тиамин, пантотеновая кислота, биотин (в более высоких количествах, чем любой из наиболее часто употребляемых сырых фруктов в США).
Масло авокадо, полученное из мякоти, состоит в основном из глицеридов олеиновой кислоты, а также пальмитиновой и линолевой кислот. Содержание витамина D в нём выше, чем в сливочном масле и куриных яйцах.
| Калорийность          | 160 ккал  |
| Жиры                  | до 30 г   |
| Белки                 | 1,6-2,1 г |
| Пищевые волокна       | 3,65 мг   |
| Калий                 | 437,27 мг |
| Медь                  | 0,19 мг   |
| Соли фолиевой кислоты | 45,19 мкг |
| Витамин K             | 14,6 мг   |
| Витамин C             | 5,77 мг   |
| Витамин B6            | 0,2 мг    |

Состав плода меняется в зависимости от сорта, условий окружающей среды (почва, климат) и техники выращивания (удобрения, защита растений). Средние значения на 100 г съедобной части:
| Витамины                       | мкг  |
| ------------------------------ | ---- |
| Ретинол (вит. A1)              | 12   |
| Всего Каротиноиды              | 105  |
| Тиамин (вит. B1)               | 80   |
| Рибофлавин (вит. B2)           | 150  |
| Никотиновая кислота (вит. B3)  | 1100 |
| Пантотеновая кислота (вит. B5) | 1100 |
| Vitamin B6                     | 530  |
| Фолиевая кислота (вит. B9)     | 30   |
| Витамин E                      | 1300 |
| Витамин C                      | 13   |
| Витамин K                      | 19   |
| Витамин D                      | ?    |

| Аминокислоты | мг  |
| ------------ | --- |
| Аргинин      | 60  |
| Гистидин     | 30  |
| Изолейцин    | 110 |
| Лейцин       | 195 |
| Лизин        | 155 |
| Метионин     | 45  |
| Фенилаланин  | 110 |
| Треонин      | 120 |
| Триптофан    | 20  |
| Тирозин      | 75  |
| Валин        | 170 |

## Использование в кулинарии
Плоды авокадо нередко поступают в продажу плотными и твёрдыми, однако существуют способы ускорения созревания плода для получения спелого продукта после его покупки. Мякоть недозрелых плодов довольно плотная, по консистенции и вкусу похожа на недозрелую грушу или тыкву.
Мякоть зрелых плодов имеет нежную консистенцию, по вкусу отдалённо напоминает смесь сливочного масла с пюре из зелени; иногда ощущается ореховый привкус, напоминающий кедровые орешки. По вкусу довольно маслянист из-за большого количества жира; мякоть зрелого авокадо используют в кулинарии в холодных блюдах: салатах (например, в сочетании с красной рыбой), холодных закусках, бутербродах. Обычно добавляют сок лимона или лайма — во избежание окисления, портящего внешний вид и вкус авокадо.
Одно из самых популярных блюд из авокадо — мексиканская закуска гуакамоле, состоящая главным образом из пюрированой мякоти авокадо с добавлением соли, лаймового сока, иногда приправ и овощей. В Мексике также популярен суп из авокадо, который может подаваться как в холодном, так и в горячем виде.
Авокадо используется в вегетарианской кухне в качестве начинки для вегетарианских суши, а также как замена мяса и яиц в некоторых холодных блюдах. В Бразилии используют для приготовления сладких кремов и питательного молочного коктейля.

## Использование в медицине
Рандомизированные исследования диеты с высоким содержанием мононенасыщенных жирных кислот авокадо показывают снижение общего уровня холестерина (на 8,2 %), ЛПНП и аполипопротеина.
В исследованиях на крысах было обнаружено, что авокадо обладает защитными свойствами в отношении слизистой желудка и печени. Изучают точный механизм этих свойств, а также потенциальное применение для человека.
Исследование у пациентов с сахарным диабетом 2-го типа продемонстрировало улучшение липидного профиля и поддержки уровня глюкозы в крови. Сложные углеводы в рационе были частично заменены мононенасыщенными жирными кислотами, причём авокадо являлся одним из основных источников.
Два отдельных рандомизированных исследования показали, что сочетание авокадо и соевых бобов может быть использовано как нестероидное противовоспалительное средство у пациентов с симптоматическим остеоартритом колена или бедра Эффективность была выше у пациентов с остеоартритом бедра. Исследования этой смеси in vitro и in vivo при изучении разрушения хряща показали, что смесь авокадо и сои вызывает уменьшение спонтанной продукции медиаторов воспаления (например, простагландин E2) из хондроцитов. Это сочетание авокадо и сои (1 часть авокадо и 2 части сои) следует рассматривать как симптоматический препарат замедленного действия со стойким эффектом.

## Авокадо как комнатное растение
Для прорастания косточку авокадо втыкают в землю широкой нижней стороной на глубину не более 2-3 см (предварительно с косточки советуют удалить оболочку).

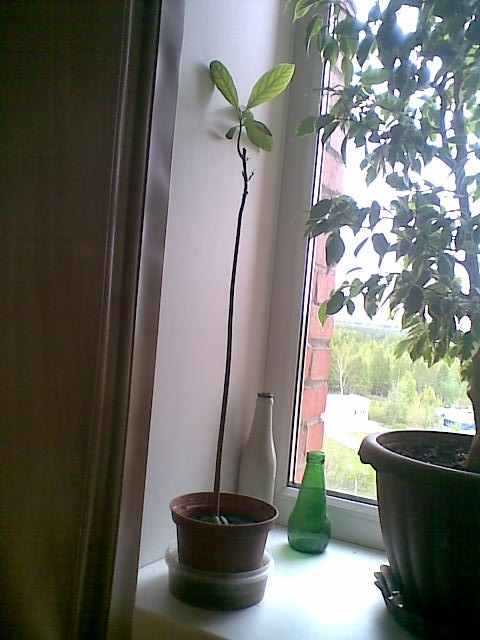
Выращенное «открытым» способом авокадо.

Можно проращивать косточку авокадо и «открытым» способом. Для этого в извлечённой из плода косточке (при этом способе прорастания оболочку не удаляют) по окружности на уровне середины аккуратно прокалывают в оболочке семени три маленькие дырочки (под углом 120 градусов), в которые вставляют три спички (или зубочистки). Эти спички служат опорами, за которые плод подвешивают в стакан с водой; уровень воды нужно постоянно поддерживать точно под косточкой. Вскоре появятся корни, и, когда их будет достаточно, косточку можно посадить в горшок. Можно также положить косточку во влажную вату и постоянно смачивать её. Когда косточка разделится на две части — можно сажать в горшок. Через одну-две недели появится росток.

### Агротехника
Растения требуют солнечного места расположения, защиты от сильных ветров. Почва для выращивания авокадо должна быть плодородной, очень хорошо дренированной. Во время плодоношения требуется обилие влаги. Авокадо не переносит ни морозов, ни засухи. В комнатных условиях авокадо круглый год содержат в светлом месте (летом — в тёплом, зимой — в прохладном), поливают умеренно.
Хотя растения способны к самоопылению, хороший урожай возможен только при перекрёстном опылении. В Южной Америке главными опылителями авокадо служат безжальные пчёлы, хотя цветы посещаются также множеством других насекомых.
Авокадо нередко выглядят неопрятно из-за того, что постоянно теряют листья. Распространённая ошибка любителей — это чрезмерно низкий горшок (корень авокадо имеет огромную длину, из-за чего рекомендуется не обычный оконный горшок, а высокий напольный, достигающий высоты подоконника).
Размножается семенами, черенками или прививкой.

## Токсичность и аллергия
Листья, кожура плода и косточка авокадо содержат фунгицидный токсин персин, опасный как для животных, так и для человека. Персин — маслорастворимое соединение, структурно сходное с жирной кислотой. У людей персин способен вызвать индивидуальную аллергическую реакцию и ухудшение работы пищеварительной системы, а для птиц, кроликов, лошадей, крупного рогатого скота, коз (особенно в случае поедания ими косточки или кожуры плода) он зачастую смертелен (приводит к скоплению жидкости в организме, к отёкам, действуя угнетающе на сердечную активность и дыхание).
У некоторых людей возникают аллергические реакции на авокадо. Существует две основные формы аллергии: первая форма как у людей с аллергией на пыльцу деревьев появляются местные симптомы во рту и горле вскоре после употребления авокадо; второй, известный как синдром латекс-фрукт, связан с аллергией на латекс, а его симптомы включают крапивницу, боль в животе и рвоту, а иногда такие приступы аллергии могут быть опасными для жизни.